# 头孢卡品
头孢卡品（其国际非专利药品名称为“Cefcapene”）是一种第三代头孢菌素。该抗生素常以盐酸头孢卡品酯的形式生产。